# منشية البشاتوة
منشية البشاتوة هي قرية سكنية تقع في لواء الأغوار الشمالية التابع لمحافظة إربد في شمال الأردن. تتبع إداريًّا قضاء الأغوار الشمالية، وتنضوي المنشية ضمن بلدية معاذ بن جبل التي تضمّ أيضاً قرى العدسية، الشونة، ووقاص.
تقع القرية عند دائرة عرض 32°22′15″N 36°04′52″E / 32.3708°N 36.0810°E في الجزء الشرقي من وادي الأردن (غور إربد). وتتميّز المنطقة بمناخ صحراوي حار صيفاً ومعتدل شتاءً، مع انخفاض كبير في مستوى سطح البحر، حيث تقع في منطقة الغور التي تنخفض نحو 200–250 مترًا تحت سطح البحر.

## التاريخ
سُميت القرية نسبةً إلى عشيرة البشاتوة، التي تعود أصولها إلى ضفتي نهر الأردن. استقرّ أفرع العشيرة، وعلى الأخصّ فرع "الشحيمات"، في منشية البشاتوة إلى جانب مناطق الشونة الشمالية ووقاص وشمال إربد. ومع مرور العقود، شهدت القرية تطورًا تدريجيًا في عدد السكان والنشاطات الزراعية.

## الجغرافيا
تقع المنشية في الجزء الشرقي لوادي الأردن ضمن لواء الأغوار الشمالية. تربطها طرق محلية بطريق الأغوار الرئيسي، الذي يمر بمحاذاة نهر الأردن، وتبعد نحو 20 كم جنوب مدينة الشونة الشمالية (مركز اللواء).
تحيط بالقرية مزارع زراعية واسعة تضم محاصيل مثل النخيل، الزيتون, والحبوب المتنوعة. وتتميز المنطقة بمناخ حار جداً صيفاً (تتجاوز درجات الحرارة 35–40°م)، ودافئ شتاءً مع أمطار قليلة (يتراوح المعدل السنوي بين 150–200 مم).
تشرف القرية على سهل الغور، وتقع بالقرب من عدد من المواقع الطبيعية والأثرية في الأغوار الشمالية.

## الديموغرافيا
وفقًا لتعداد دائرة الإحصاءات العامة الأردنية لعام 2015، بلغ عدد سكان المنشية **7,594** نسمة، موزعين على **1,561** أسرة، منهم **4,119** ذكور و**3,475** إناث.
يشكل أبناء عشيرة البشاتوة نسبة كبيرة من سكان القرية، وقد كان لهم دور بارز في تطوير الزراعة والاستقرار بالمنطقة. إلى جانبهم، تعيش في المنشية عشائر وعائلات أخرى من لواء الأغوار الشمالية ومناطق قريبة، مما ساهم في تنوع النسيج الاجتماعي وتعزيز الترابط المجتمعي المحلي.

## الاقتصاد
يعتمد الاقتصاد المحلي في المنشية أساساً على الزراعة وتربية الماشية. فقد استثمر السكان الأراضي الخصبة في سهل الغور في زراعة المحاصيل الصيفية مثل الخضروات (البندورة، الخيار، والبطيخ)، والفواكه (الموز، الحمضيات)، والحبوب، وكذلك المراعي الشجرية مثل نخيل التمر.
ويشتهر لواء الأغوار الشمالية بأراضيه الزراعية الخصبة لدرجة أنه يُطلق عليه "سلة الأردن الغذائية".
إضافة إلى ذلك، يمارس أهالي القرية تربية الأغنام والماعز لتوفير اللحوم والألبان، ويمتلك بعضهم قطعانًا كبيرة تُرعى في الأراضي المحاذية.
في السنوات الأخيرة، بدأت بعض المشاريع الزراعية والتنموية في المنطقة بالتنسيق مع البلديات (مثل مشاريع تحسين الري والتسويق) بهدف تعزيز دخل المزارعين وتحسين البنية الاقتصادية.

## الثقافة والمجتمع
تحافظ القرية على عاداتها البدوية الأصلية في الاحتفالات والأعراس، حيث تُقام الولائم الجماعية والأهازيج الشعبية. كما يشارك سكان المنشية بانتظام في الفعاليات الثقافية التي تنظمها مديرية التربية والتعليم في إربد؛ فقد استضافت مدرسة المنشية الثانوية للبنين معرضًا فنيًا لرسومات الطلاب ضمن فعاليات "إربد عاصمة الثقافة العربية 2022 ".

## البنية التحتية والمرافق
التعليم: تحتوي المنشية على مدارس مدرسة أساسية وثانوية لتعليم البنين والبنات. فهناك المدرسة الأساسية للبنين والمدرسة الثانوية للبنين في القرية، إضافة إلى مدرسة ثانوية للبنات (مدرسة المنشية الثانوية للبنات) تخدم سكان القرية والمناطق المجاورة. وقد تم تجهيز هذه المدارس بالكوادر التدريسية الحديثة مع مكتبات ومختبرات علمية بسيطة، وتعمل وزارة التربية والتعليم على تأمين حاجة المدارس من الأدوات التعليمية.
الدين: يوجد بالقرية مسجد رئيسي واحد هو مسجد صلاح الدين الأيوبي، إضافة إلى عدة مساجد صغيرة ومصليات يقيمها أهل القرية. وقد خدم السكانُ بالمسجد الرئيسي ودار الحديث الملحقة به في إقامة صلاة الجمعة والصلاة اليومية. والمسجد مزود بخدمات المياه والكهرباء، ويُعد مركزًا أساسيًا للتعليم الديني والخطب والمواعظ.
الصحة: لا يوجد مركز صحي مكتمل في القرية، فيعتمد السكان على المراكز الصحية والمستشفيات الموجودة في بلدات اللواء القريبة. أما الحالات الحرجة فيتوجهون إلى مستشفى معاذ بن جبل في الشونة الشمالية أو مستشفى أبو عبيدة في وادي الريان.
الطرق والمواصلات: ترتبط المنشية بشبكة طرق محلية تربطها بالطريق الدولي (طريق الأغوار) الذي يمر عبر الوادي، مما يسهل الوصول إلى مدينة إربد عبر الشونة الشمالية. تنطلق من القرية حافلات صغيرة وسيارات أجرة تنقل السكان يوميًّا، كما يسهم توفر الهاتف المحمول والإنترنت في تحسين وسائل الاتصال. تقاطعات الطرق الزراعية والرئيسية في اللواء تدعم حركة النقل بين المنشية ومزارعها والأحياء المجاورة: فشبكة الطرق في اللواء تمتد لحوالي 280 كم، تشمل رئيسية وفرعية وزراعية (بما فيها 88 كم للطرق الزراعية).

## الوصلات الخارجية
- دائرة الإحصاءات العامة
- وزارة التربية والتعليم الأردنية
- وزارة الصحة الأردنية
- وزارة الداخلية الأردنية – لواء الأغوار الشمالية